# Reactor cu apă ușoară

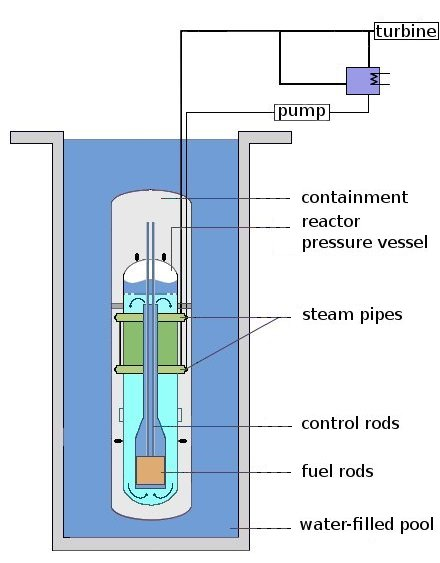
Un reactor răcit cu de apă ușoară prin circulație naturală (fără pompă). Pompa din imagine este o componentă a ciclului Clausiul-Rankine în care reactorul este generatorul de abur.

Un reactor cu apă ușoară (în engleză light-water reactor – LWR) este un tip de reactor cu neutroni termici care utilizează atât ca agent de răcire, cât și ca moderator de neutroni apă normală, spre deosebire de un reactor cu apă grea sub presiune care folosește în acest scop apa grea. Combustibilul este o formă solidă de elemente fisionabile. Reactorii cu neutroni termici sunt cel mai comun tip de reactor nuclear, iar reactorii cu apă ușoară sunt cel mai comun tip de reactor cu neutroni termici.
Există trei tipuri de reactori cu apă ușoară: reactor cu apă sub presiune (în engleză pressurized water reactor – PWR), reactor cu apă în fierbere (în engleză boiling water reactor – BWR) și (la majoritatea modelelor) reactor cu apă supracritică (în engleză supercritical water reactor – SCWR).

## Construcție
Reactorul cu apă ușoară produce căldură prin fisiune nucleară controlată. Miezul reactorului nuclear⁠(d) este porțiunea reactorului în care au loc reacțiile nucleare. Acesta este format în principal din combustibilul nuclear și barele de control⁠(d). Barele cu combustibil nuclear sunt tuburi subțiri ca un creion, fiecare de aproximativ 3,7 m lungime și sunt grupate în sute în mănunchiuri numite ansambluri de combustibil. În interiorul fiecărei bare de combustibil se află peleți de uraniu, sau mai frecvent de oxid de uraniu, stivuiți cap la cap. Barele de control sunt și ele tuburi umplute cu peleți din substanțe precum hafniu sau cadmiu care absorb cu ușurință neutronii. Când barele de control sunt coborâte în miez, ele absorb neutronii, care astfel nu pot lua parte la reacția în lanț. Pe de altă parte, atunci când barele de control sunt ridicate (scoase) din miez, mai mulți neutroni lovesc nucleele fisionabile de uraniu 235 sau plutoniu 239 din barele de combustibil din apropiere, iar reacția în lanț se intensifică. Toate acestea sunt închise într-un vas de presiune⁠(d) din oțel umplut cu apă.
Într-un BWR căldura generată de fisiune vaporizează apa; aburul antrenează direct turbinele, care antrenează generatoarele electrice. Într-un PWR căldura generată de fisiune este transferată în circuitul secundar printr-un generator de abur. Aburul este produs în circuitul secundar și antrenează turbinele. În ambele cazuri, după ce este evacuat din turbine, aburul este condensat în condensator.

Schema animată a unui BWR
Schema animată a unui PWR

Apa necesară răcirii condensatorului provine din râuri, mări sau oceane adiacente. După ce condensează aburul în condensator ea este returnată sub formă de apă caldă (dar nu fierbinte), căldura evacuată urmând să fie disipată în mediul ambiant.